# Харьков (электробритва)
Электробритва «Харьков» (укр. «Харків») — модели советских электробритв. Первая модель была создана на основе первой выпущенной в СССР модели электробритвы с двумя дисковыми ножами — БЭ-56. Серийное производство электробритвы «Харьков» началось в 1956 году на ГП «Харьковский завод электроаппаратуры» (в 1970-е годы переименован в завод электробритв «Эхо»).

## Первые модели
Первые разработанные модели электробритв назывались «Харьков-1», «Харьков-2». Это были электробритвы со спаренными дисковыми ножами жёсткой установки в бреющей головке.
Дальнейшая модернизация бреющего блока модели «Харьков-2» выразилась в электробритве «Харьков-6».
Она отличается «плавающей» установкой дисковых ножей, что обеспечивает хорошее прилегание и бритьё труднодоступных мест лица.
На базе этой модели разрабатывается электробритва «Харьков-61». В ней бреющий блок «откидного типа», имеется стригущий блок, предназначенный для подстригания волос на висках, бороды и усов, а также ряд других усовершенствований.
Дальнейшим шагом в создании электробритв более высокого класса явились электробритвы «Харьков-5», «Харьков-5М», «Харьков-15М» и другие.
В 1970 году авторский коллектив завода получил авторское свидетельство на изобретение модели «Харьков-100» — первую в СССР патентно чистую конструкцию.
Принцип работы электробритвы «Харьков-100»: волосы проходят через отверстия в тонком сетчатом неподвижном ноже и срезаются подвижным ножом, представляющим собой набор стальных дисков, нанизанных на ось. Кромки дисков особым образом изогнуты и заточены. При вращении кромки дисков совершают колебательные движения относительно отверстий в сетке неподвижного ножа.
В 1970—1980 годах выпускалась электробритва «Харьков-40».
На базе электрической бритвы «Харьков-100» были разработаны модификации электрических бритв «Харьков-101», «Харьков-102», и в 1976 году завод приступил к выпуску модели «Харьков-109», «Харьков-200».
В 1977 году количество выпущенных бритв составило 2 300 000 штук, а 12 июня 1978 года была выпущена 30 000 000 бритва «Харков-15М».
В 1986 году завод переходит к выпуску нового модельного ряда электрических бритв. Электрическая бритва «Харьков-6101» имела следующие отличия от ранее выпускавшихся моделей «Харьков-51», «Харьков-6»:
1. Двигатель постоянного тока;
2. Встроенный блок питания;
3. Новый бреющий блок с 90-пазовым неподвижным и 15-лапочным подвижным ножами;
4. Малогабаритный откидывающийся стригущий блок.

В 1987—1991 году был освоен выпуск следующих моделей :
- «Харьков-6102» — 2-ножевая, электронный блок питания, вес уменьшен до 135 г;
- «Харьков-6103» — 2-ножевая, электронный блок питания;
- «Харьков-7101» — 3-ножевая, уровень шума снижен до 64 децибел;
- «Харьков-6503» «Автоматик» — 2-ножевая, электронный блок питания, работающий без переключения в диапазоне 100—240 В;
- «Харьков-7501» «Автоматик» - 3-ножевая;
- «Харьков-6301» — 2-ножевая, первая в СССР бритва с автономным блоком питания, работа без подзарядки в течение недели;
- «Харьков-6603» — 2-ножевая, электробритва для пользования в автомобилях, питание от автомобильной сети 12 В;
- «Харьков-6603» — 2-ножевая, электробритва для пользования в грузовых машинах, питание 24 В от автомобильной сети;
- «Харьков-7601» — 3-ножевая для пользования в автомобилях, питание от автомобильной сети 12 В.

Во время перехода бывшего СССР к рыночной экономике падают объемы выпуска продукции..
В 2004 году из числа бывших специалистов завода была создана компания «Электробритва-Харьков», выкупившая у ГП ХЗЭА оборудование для производства электробритв и права на торговую марку «Харьков».
Была запущена новая линия по производству и сборке электробритв. Расширился ассортимент выпускаемых электробритв. В 2004 году появилась торговая марка «Новый Харьков», «Breetex».

## В кино
- Героиня фильма «Ирония судьбы, или С лёгким паром!» Эльдара Рязанова Надежда подарила жениху Ипполиту на Новый год бритву «Харьков-5М» с плавающими ножами[4][5].

## В литературе
Я сначала хотел выдумать электрическую машину, чтобы сама мыла посуду и сама вытирала, и для этого я немножко развинтил наш электрополотер и папину электробритву «Харьков».— Виктор Драгунский. Хитрый способ. 